# Nicolas Escudé
Nicolas Jean-Christophe Escudé (ur. 3 kwietnia 1976 w Chartres) – francuski tenisista, reprezentant w Pucharze Davisa, olimpijczyk z Sydney (2000).
Bratem Nicolasa Escudé jest Julien Escudé, piłkarz, zawodnik Ajaksu Amsterdam i Sevilla FC.

## Kariera tenisowa
Jako zawodowy tenisista Escudé startował w latach 1995–2006.
W grze pojedynczej wygrał cztery turnieje rangi ATP World Tour i osiągnął dwa finały. W zawodach wielkoszlemowych najlepszym wynikiem Francuza jest awans do półfinału Australian Open z 1998 roku. W tej imprezie jako pierwszy zawodnik w erze open zdołał wygrać trzy mecze ze stanu 0:2 w setach – pokonał w ten sposób Magnusa Larssona, Richeya Reneberga i Nicolasa Kiefera. W półfinale uległ Marcelo Ríosowi. Wynik uzyskany w Australian Open pozwolił mu jesienią na udział w pucharze wielkiego szlema, gdzie odpadł w I rundzie.
W grze podwójnej Escudé zwyciężył w dwóch turniejach rangi ATP World Tour i dwa razy uczestniczył w finale.
W 1998 debiutował w reprezentacji Francji w Pucharze Davisa. Był członkiem zwycięskiej francuskiej ekipy w 2001 roku, kiedy pozostawał niepokonany w singlu, pokonując w ćwierćfinale Szwajcarów Rogera Federera i George'a Bastla, w półfinale Holendra Sjenga Schalkena, a w finale, na kortach trawiastych w Melbourne, Australijczyków Lleytona Hewitta i Wayne'a Arthursa. Ostatni mecz w reprezentacji Escudé rozegrał w 2004 roku, przyczyniając się do ćwierćfinałowego zwycięstwa nad Szwajcarią. Bilans jego występów w reprezentacji to 18 zwycięstw i 5 porażek.
W 2000 roku wystąpił w igrzyskach olimpijskich w Sydney, gdzie przegrał w I rundzie gry pojedynczej z Juanem Ignacio Chelą. W grze podwójnej odpadł z rywalizacji w II rundzie, a tworzył wówczas parę z Arnaudem Clémentem.
W rankingu gry pojedynczej Escudé najwyżej był na 17. miejscu (26 czerwca 2000), a w klasyfikacji gry podwójnej na 35. pozycji (6 stycznia 2003).

### Finały w turniejach ATP World Tour
| Legenda                                      |
| -------------------------------------------- |
| Wielki Szlem                                 |
| Igrzyska olimpijskie                         |
| Tennis Masters Cup / ATP Finals              |
| ATP Masters Series / ATP Tour Masters 1000   |
| ATP International Series Gold / ATP Tour 500 |
| ATP International Series / ATP Tour 250      |

#### Gra pojedyncza (4–2)
| Końcowy wynik | Nr | Data                | Turniej          | Nawierzchnia  | Przeciwnik     | Wynik finału     |
| ------------- | -- | ------------------- | ---------------- | ------------- | -------------- | ---------------- |
| Zwycięzca     | 1. | 3 października 1999 | Tuluza           | Twarda (hala) | Daniel Vacek   | 7:5, 6:1         |
| Finalista     | 1. | 25 czerwca 2000     | ’s-Hertogenbosch | Trawiasta     | Patrick Rafter | 1:6, 3:6         |
| Zwycięzca     | 2. | 25 lutego 2001      | Rotterdam        | Twarda (hala) | Roger Federer  | 7:5, 3:6, 7:6(5) |
| Finalista     | 1. | 17 lutego 2002      | Marsylia         | Twarda (hala) | Thomas Enqvist | 7:6(4), 3:6, 1:6 |
| Zwycięzca     | 3. | 24 lutego 2002      | Rotterdam        | Twarda (hala) | Tim Henman     | 3:6, 7:6(7), 6:4 |
| Zwycięzca     | 4. | 10 stycznia 2004    | Ad-Dauha         | Twarda        | Ivan Ljubičić  | 6:3, 7:6(4)      |

#### Gra podwójna (2–0)
| Końcowy wynik | Nr | Data             | Turniej  | Nawierzchnia    | Partner         | Przeciwnicy                    | Wynik finału |
| ------------- | -- | ---------------- | -------- | --------------- | --------------- | ------------------------------ | ------------ |
| Zwycięzca     | 1. | 17 lutego 2002   | Marsylia | Twarda (hala)   | Arnaud Clément  | Julien Boutter Maks Mirny      | 6:4, 6:3     |
| Zwycięzca     | 2. | 3 listopada 2002 | Paryż    | Dywanowa (hala) | Fabrice Santoro | Gustavo Kuerten Cédric Pioline | 6:3, 7:6(6)  |